# Maren Hammerschmidt
Maren Hammerschmidt (* 24. Oktober 1989 in Frankenberg (Eder)) ist eine ehemalige deutsche Biathletin. Bei Weltmeisterschaften gewann sie mit der deutschen Staffel eine Gold- und eine Bronzemedaille.

## Leben
Maren Hammerschmidt stammt aus Winterberg und betreibt Biathlon, seitdem sie in der ersten Klasse der Grundschule gemeinsam mit ihrer Zwillingsschwester Janin an einem Schnupperkurs teilgenommen hat. Nach dem Schulabschluss wechselten die Schwestern zuerst ins Werdenfelser Land, um in Mittenwald zu trainieren. 2012 wechselte Maren ohne ihre Schwester nach Ruhpolding, um in der dortigen Chiemgau-Arena zu trainieren. Die Zollhauptwachtmeisterin startete für den SK Winterberg und wurde in der Vergangenheit von Thomas Pawliczek, Carsten Pieper, Bernhard Kröll, Remo Krug und Tobias Reiter trainiert. Seit August 2008 gehörte sie dem Ski-Team der Bundeszollverwaltung an.
Ihre Zwillingsschwester Janin war ebenfalls Biathletin. In den Jahren 2010 und 2011 startete diese sporadisch im IBU-Cup, hat ihre Karriere jedoch verletzungsbedingt frühzeitig beendet.
Maren Hammerschmidt engagiert sich aktiv für den Tierschutz. So unterstützt sie aktiv vor Ort eine Organisation, die sich für Kastrationsprojekte und Tierheime für Straßenhunde in Rumänien einsetzt. Im Juli 2016 ließ sie sich für die PETA-Kampagne „Lieber nackt als im Pelz“ ablichten. Sie ist Botschafterin des Vereins Athletes for Ukraine.

## Werdegang

### Anfänge (2007 bis 2011)
Maren Hammerschmidt bestritt ihre ersten internationalen Rennen im Rahmen des European Youth Olympic Festival 2007 in Jaca, wo sie Fünfte des Sprintrennens wurde und im Verfolgungsrennen die Bronzemedaille gewann. Es folgten ein Jahr später die Biathlon-Juniorenweltmeisterschaften 2008 in Ruhpolding. Im Sprint gewann sie zunächst vor Elise Ringen und ihrer Schwester den Titel, in der anschließenden Verfolgung fiel sie beim Sieg ihrer Schwester aufgrund von zehn Schießfehlern auf den neunten Rang zurück. Im Einzel wurde sie 32., im Staffelrennen gewann sie als Startläuferin mit ihrer Schwester und Nicole Wötzel ihren zweiten Titel. Gute Ergebnisse erreichte Hammerschmidt auch 2009 in Canmore, ohne jedoch als Elfte im Einzel, Siebte im Sprint und Zehnte der Verfolgungsrennens wieder Medaillen zu gewinnen. Diese gewann sie wieder 2010 in Torsby. Im Einzel kam sie auf den 21. Platz, im Sprint gewann sie wie schon zwei Jahre zuvor vor Sophie Boilley und Synnøve Solemdal den Titel. Im Verfolger fiel sie hinter Boilley, Anastassija Kalina und Solemdal auf den vierten Rang zurück. Im Staffelrennen gewann sie mit Miriam Behringer und Wötzel die Bronzemedaille.
National gewann Hammerschmidt 2009 in Bayerisch Eisenstein und 2010 in Clausthal-Zellerfeld den Titel im Sprint bei den Deutschen Juniorenmeisterschaften. Im Deutschlandpokal der Junioren gewann sie zwei, bei den Frauen seit 2010 vier Rennen.
Gegen Ende der Saison 2009/10 gab Hammerschmidt ihr internationales Debüt bei den Frauen im IBU-Cup. Schon in ihrem ersten Sprintrennen gewann sie als Zehnte in Pokljuka erste Punkte. 2011 verbesserte sie ihr bestes Resultat in der Rennserie auf einen sechsten Rang in einem Sprint in Ridnaun.

### Gesamtsieg im IBU-Cup (2011 bis 2015)
In der Saison 2011/12 erreichte Maren Hammerschmidt als Zweite im Einzel hinter Jacquemine Baud in Forni Avoltri erstmals eine Podiumsplatzierung im IBU-Cup. Hinzu kam in Canmore der zweite Platz im Sprint. Durch ihre beständigen Ergebnisse in den Top 20 erreichte sie den Sieg in der Gesamtwertung sowie in der Sprint- und Einzelwertung. Ihre ersten internationale Meisterschaften bei den Frauen wurden die Europameisterschaften 2012 in Osrblie. Im Einzel wurde Hammerschmidt Sechste, im Sprint 13. und im Verfolgungsrennen Zehnte. Mit Nadine Horchler, Carolin Hennecke und Juliane Döll gewann sie als Startläuferin im Staffelrennen hinter den Staffeln aus der Ukraine und Russland die Bronzemedaille. Durch den Sieg im IBU-Cup gab sie ihr Debüt beim Weltcupfinale in Chanty-Mansijsk und konnte dort im Sprint mit Platz 34 erste Weltcuppunkte sammeln. In der anschließenden Verfolgung verbesserte sie sich auf Platz 26. Für den folgenden Massenstart konnte sie sich knapp nicht qualifizieren. Im Winter 2012/13 kam sie noch viermal im Weltcup zum Einsatz, wobei ein 34. Platz in der Verfolgung von Antholz ihr bestes Ergebnis blieb. Im Übrigen ging sie, wie auch in den Wintern 2013/14 und 2014/15, ausschließlich im IBU-Cup sowie im Deutschlandpokal an den Start.

### Rückkehr in den Weltcup und WM-Gold (2015 bis 2017)

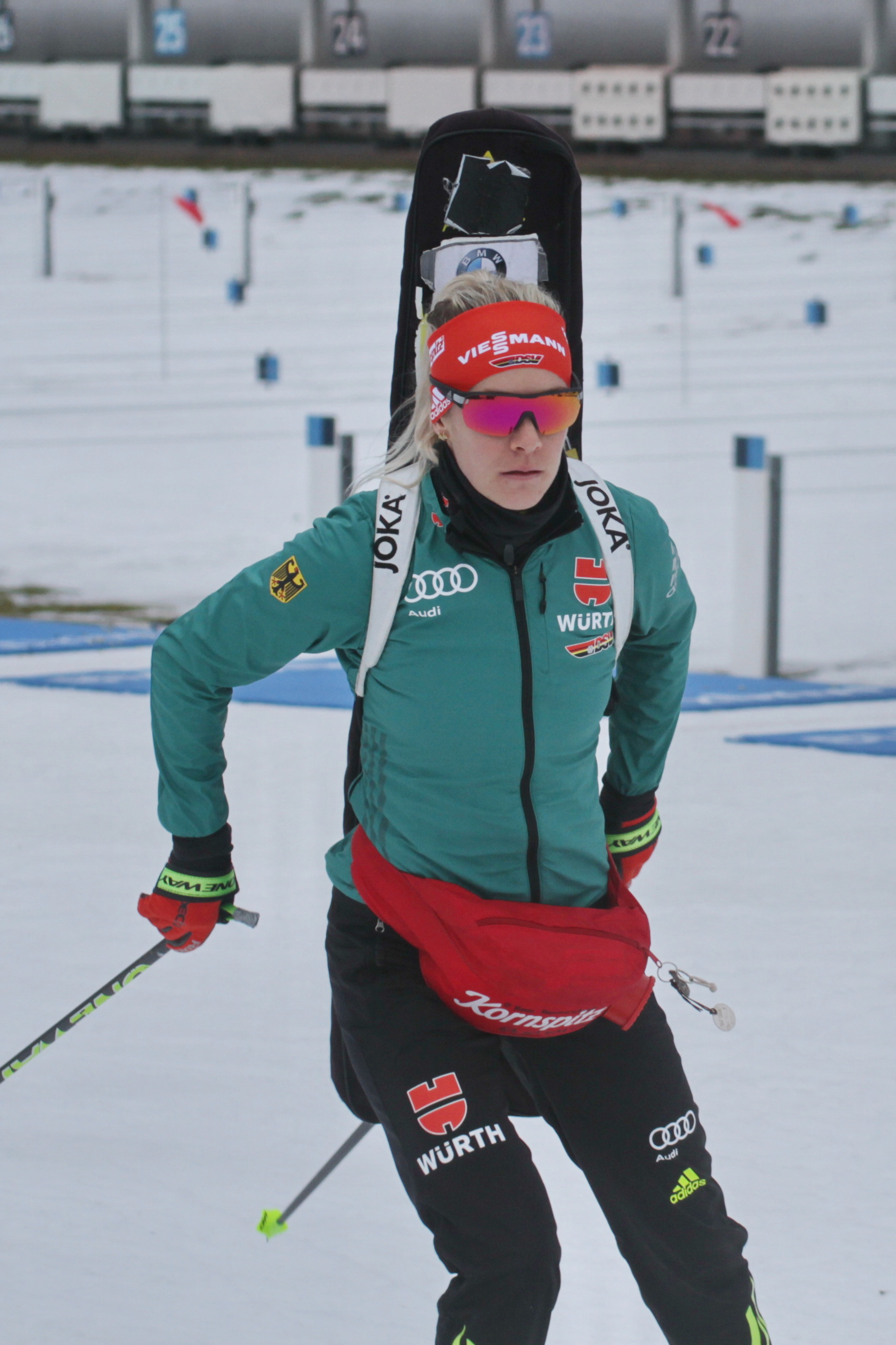
Maren Hammerschmidt in Oberhof

In der Vorbereitung zur Saison 2015/16 erkämpfte sich Maren Hammerschmidt durch gute Leistungen einen Startplatz im Weltcupteam und errang zum Saisonauftakt am 29. November 2015 in Östersund zusammen mit Daniel Böhm den dritten Platz in der Single-Mixed-Staffel und damit ihre erste Podiumsplatzierung im Weltcup. Knapp zwei Wochen später, am 11. Dezember 2015, gelang ihr in Hochfilzen ihr bisher bestes Weltcupergebnis, als sie im Sprint ohne Schießfehler hinter Teamkollegin Franziska Hildebrand den zweiten Platz belegte. Im anschließenden Verfolgungswettkampf konnte sie dieses Ergebnis bestätigen und erreichte mit zwei Schießfehlern hinter Laura Dahlmeier erneut den zweiten Platz. Aufgrund ihrer starken Ergebnisse wurde sie für ihre erste Damenstaffel nominiert. An der Seite von Franziska Hildebrand, Vanessa Hinz und Franziska Preuß wurde sie auch hier Zweite. In Pokljuka konnte sie sich erstmals für einen Massenstart im Weltcup qualifizieren und erreichte den 14. Rang. In Ruhpolding startete sie erneut in einem Massenstart und wurde auf Platz fünf gewertet, nachdem sie sich im Zielsprint noch mit Tiril Eckhoff verhakt hatte und gestürzt war. In der Staffel wurde sie nach zwei Strafrunden von Miriam Gössner auf dem elften Platz mit fast zwei Minuten Rückstand auf die Spitze ins Rennen geschickt. Mit einer beherzten Leistung und Laufbestzeit brachte sie die deutsche Mannschaft zurück auf Rang zwei und übergab mit 28 Sekunden Rückstand auf Laura Dahlmeier, die sich am Ende nur Olena Pidhruschna im Zielsprint geschlagen geben musste. Die Rennen in Antholz, Canmore und Presque Isle ließ Hammerschmidt aus, um sich ausgiebig auf die Biathlon-Weltmeisterschaften 2016 vorzubereiten. Aufgrund ihrer guten Platzierungen während der Saison und der Leistungen in Oslo wurde sie für die Staffel nominiert und gewann gemeinsam mit Franziska Preuß, Franziska Hildebrand und Laura Dahlmeier Bronze und damit ihre erste Medaille bei Weltmeisterschaften.
Maren Hammerschmidt wurde für die Saison 2016/17 in den A-Kader des Deutschen Skiverbandes aufgenommen und der Lehrgangsgruppe 1a zugeteilt. Bei den Deutschen Meisterschaften 2016 stand sie in Altenberg zwei Mal auf dem Podium und belegte in der Pokalwertung den dritten Platz. Die ersten Einzelrennen im Weltcup verliefen ähnlich durchwachsen wie in der Vorsaison, bei fünf Starts erreichte sie in zwei Rennen die Punkteränge nicht. Trotzdem wurde sie beim Weltcup in Pokljuka in der Damenstaffel aufgestellt und gewann gemeinsam mit Vanessa Hinz, Franziska Hildebrand und Laura Dahlmeier ihr erstes Weltcuprennen. Zum Weltcup ins tschechische Nové Město na Moravě reiste Hammerschmidt zwar, ihre Startplätze wurden jedoch an Denise Herrmann vergeben. Die ersten Heimrennen nach der Weihnachtspause in Oberhof beendete sie auf Rang fünf und vier und qualifizierte sich damit für die Teilnahme an den Weltmeisterschaften in Hochfilzen. In Ruhpolding und Antholz gehörte sie erneut zur deutschen Damenstaffel, die beide Rennen gewann. In die Weltmeisterschaften startete sie mit einem 55. Platz im Sprint und einem 40. Platz in der Verfolgung wenig erfolgreich. Im Einzelwettkampf über 15 km belegte sie mit zwei Schießfehlern und den daraus resultierenden zwei Strafminuten den 7. Rang, weniger als eine Minute hinter den Medaillenrängen. Mit der gleichen Aufstellung wie in Pokljuka und Antholz bestritt die deutsche Mannschaft das Staffelrennen. Obwohl Hammerschmidt an der zweiten Position im stehenden Anschlag alle Nachladepatronen brauchte, konnte sie eine Position gutmachen, am Ende gewann die deutsche Staffel die Goldmedaille. Beim Weltcup in Pyeongchang wurde sie nach durchwachsenen Ergebnissen im Sprint- und Verfolgungsrennen erneut für die deutsche Damenstaffel nominiert. Nachdem die Führende des Gesamtweltcups, Laura Dahlmeier, nicht für die Staffel aufgestellt worden war und da sowohl Franziska Preuß als auch Vanessa Hinz krankheitsbedingt fehlten, siegte die Staffel mit der Besetzung Nadine Horchler, Maren Hammerschmidt, Denise Herrmann und Franziska Hildebrand. Maren Hammerschmidt startete bei allen Staffelrennen des Winters, die auch alle durch die deutsche Mannschaft gewonnen wurden. Das Mixed-Staffelrennen in Kontiolahti beendete sie gemeinsam mit Nadine Horchler, Benedikt Doll und Arnd Peiffer auf dem zweiten Platz. Sie war ein Teil der deutschen Damenmannschaft, die in diesem Winter den Nationen- und den Staffelweltcup, sowie gemeinsam mit den Männern den Mixed-Staffel-Weltcup, gewann.

### Erste Olympiateilnahme und Sprunggelenks-OP (2017 bis 2019)
In der Vorbereitung auf den Winter 2017/18 wurde Maren Hammerschmidt erneut dem A-Kader des DSV und der ersten Lehrgangsgruppe zugeteilt. Im Sommer gewann sie bei den Deutschen Meisterschaften Silber im Sprint. In ihrem ersten Rennen der Saison, der Mixedstaffel im schwedischen Östersund, erreichte sie gemeinsam mit der aus einer Krankheitspause zurückgekehrten Franziska Preuß sowie Benedikt Doll und Arnd Peiffer den dritten Rang. Mit einem neunten Platz im Sprintrennen in Annecy erfüllte Hammerschmidt die vom DSV geforderte Qualifikationsnorm für die Olympischen Winterspiele. Neben einem sechsten Platz beim Sprint in Antholz war dies die einzige Top-10-Platzierung vor den Winterspielen, sie beendete mit einer Ausnahme alle Einzelrennen in den Punkterängen. In Pyeongchang griff sie erst im Einzel über 15 km ins Wettkampfgeschehen ein, nach drei Schießfehlern beendete sie das Rennen als schlechteste Deutsche auf dem 17. Platz. Für den Massenstart qualifizierte sie sich nicht. Obwohl Hammerschmidt bis zu diesem Zeitpunkt in jedem Staffelrennen, das sie im Rahmen des Weltcups, des IBU-Cups, Biathlon-Europameisterschaften sowie durch die IBU ausgerichtete Jugend- und Juniorenmeisterschaften bestritt, auf dem Podium stand, wurde sie weder für das Mixed-Staffelrennen noch für das Staffelrennen der Damen berücksichtigt. Vor dem nächsten Weltcup im finnischen Kontiolahti zog sich Hammerschmidt eine Verletzung an den Bändern des linken Sprunggelenks zu. In den Staffelrennen wurde sie nicht eingesetzt, trotz ihrer Beeinträchtigung erreichte sie im Sprint die zwölfte und im Massenstartrennen sogar die fünftbeste Laufzeit des gesamten Starterfelds.
Im Sommer 2018 wurde sie, als einzige der für die Olympischen Spiele 2018 qualifizierten deutschen Biathletinnen, nicht dem neuen Olympiakader, sondern dem Perspektivkader zugeteilt. Bei den Deutschen Meisterschaften im Biathlon 2018 in Altenberg nahm sie am Sprintrennen teil, musste jedoch auf eine Teilnahme am Verfolgungsrennen und auch auf eine Teilnahme am zweiten Wettkampfwochenende in Oberhof verzichten, da sie bereits vor dem Sprint an einer Sehnenscheidenentzündung im Fuß litt. In Ermangelung an entsprechenden Ergebnissen wurde sie vom Deutschen Skiverband nicht mehr für die Weltcupmannschaft, welche für die ersten drei Veranstaltungen bis Ende des Jahres 2018 feststeht, berücksichtigt. Maren Hammerschmidt wurde für die Saison 2018/19 der Mannschaft des zweitklassigen IBU-Cups zugeteilt. Anfang Oktober wurde Hammerschmidt an den Innen- und Außenbändern am linken Sprunggelenk operiert. Ende November begannen die ersten Rehabilitationsmaßnahmen, unter anderem in einer Spezialklinik am Chiemsee, unweit ihrer Wahlheimat Ruhpolding. Mitte Dezember fing sie langsam wieder mit dem Langlaufen an, Ende Januar 2019 nahm sie am Volkslanglauf Chiemgau Team Trophy teil.

### Rückkehr in den Weltcup (ab 2019)
Obwohl sie im Winter 2018/19 keine nationalen oder internationalen Wettkämpfe bestritten hatte, wurde Hammerschmidt im Frühjahr 2019 der ersten Lehrgangsgruppe und dem Perspektivkader zugeteilt. Nach einem Jahr Wettkampfpause nahm sie im September 2019 an den Deutschen Meisterschaften teil. Mit einem vierten Platz im Speziallanglauf verfehlte sie knapp die Medaillenränge und konnte sich nicht für die Weltcupmannschaft qualifizieren. Sie wurde daraufhin der Mannschaft des zweitklassigen IBU-Cups zugeteilt. Beim ersten Rennen der Saison 2019/20 im norwegischen Sjusjøen setzte sie die Laufbestzeit und wurde Dritte hinter Karoline Erdal und Kelsey Dickinson. Nach einigen durchwachsenen Ergebnissen wurde sie nach einem fünften und einem vierten Platz bei den Rennen in Ridnaun für die Weltcuprennen in Annecy/Le Grand-Bornand nominiert. Nach insgesamt sechs Schießfehlern im Sprint verfehlte sie sowohl die Punkteränge als auch die Qualifikation für das Verfolgungsrennen deutlich.
Am 18. März 2022 gab Maren Hammerschmidt nach 25 Jahren im Biathlon-Sport ihr Karriereende bekannt.

## Auszeichnungen
Im März 2018 wurde sie auf der HSK-Sportgala des Kreissportbundes Hochsauerlandkreis als Profisportlerin des Jahres 2017 mit dem Gerhard-Winkler-Ehrenpreis ausgezeichnet.

## Leistungsentwicklung

### Skilauf

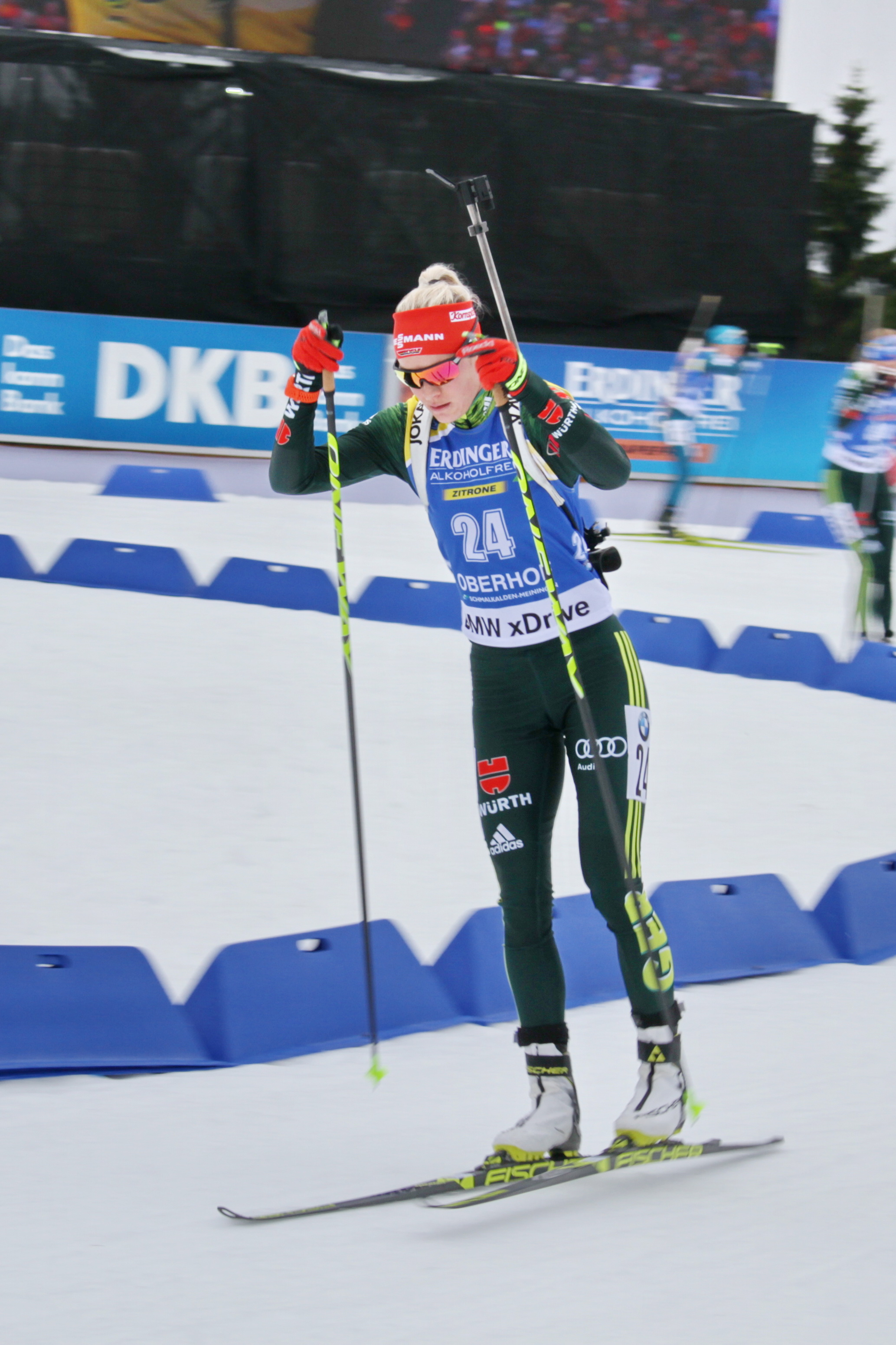
Maren Hammerschmidt 2018 beim Verfolgungsrennen in Oberhof

Vor der Weltcupsaison 2015/16 hatte Maren Hammerschmidt im Biathlon-Weltcup insgesamt lediglich drei Einsätze, weshalb sich ihre Leistungen erst ab November 2015 sinnvoll vergleichen lassen. Die Laufzeiten aus dem IBU-Cup sind wegen des deutlich geringeren Leistungsniveaus nicht geeignet. Ab dem Winter 2015/16, der mit einer Podiumsplatzierung im ersten Rennen der Saison, der Single-Mixed-Staffel im schwedischen Östersund, begann und den sie mit zwei zweiten Plätzen in Sprint und Verfolgung in Hochfilzen, zwei zweiten Plätzen in den Staffelrennen in Hochfilzen und Ruhpolding sowie der Bronzemedaille mit der Damenstaffel bei der WM 2016 in Oslo beendete, gehörte sie fest zur Weltcupmannschaft des DSV. Von da an lassen sich ihre Laufleistungen auch international vergleichen.
2015/16 erreichte sie in der reinen Laufzeit in der Regel Platzierungen in den Top 20 oder Top 30, ihre besten Ergebnisse hatte sie beim Massenstart in Ruhpolding, wo für sie die siebte Laufzeit zu Buche steht sowie beim Verfolgungsrennen in Chanty-Mansijsk, in dem sie achtschnellste Langläuferin war.
Zur Saison 2016/17 ließ sich bereits eine deutliche Steigerung ihrer körperlichen Leistungsfähigkeit feststellen. Ihre Laufzeiten bewegten sich in der Regel innerhalb der besten 20 eines Rennens, dazu zählen insgesamt sieben Top-10-Laufzeiten. Die schnellste Laufzeit hatte sie im Verfolgungsrennen in Pyeongchang, lediglich 1,9 Sekunden langsamer als Denise Herrmann, die in diesem Rennen die Laufbestzeit setzte. Herrmann hatte erst zum Beginn der Saison vom Skilanglauf zum Biathlon gewechselt.
Im folgenden Winter verbesserten sich Hammerschmidts Laufzeiten erneut. Sie konnte zwar keine Bestzeit in einem Rennen setzen, jedoch war sie mit einer Ausnahme immer unter den 20 schnellsten Langläufern und in mehr als der Hälfte von ihr bestrittenen Rennen sogar unter den schnellsten zehn Athletinnen.
Die Saison 2018/19 verpasste Maren Hammerschmidt komplett. Nachdem sie sich bei den Olympischen Winterspielen 2018 eine Sprunggelenksverletzung zugezogen hatte, musste sie sich im Herbst 2019 einer Operation unterziehen und verbrachte große Teile des Winters mit Rehabilitationsmaßnahmen.

### Schießen

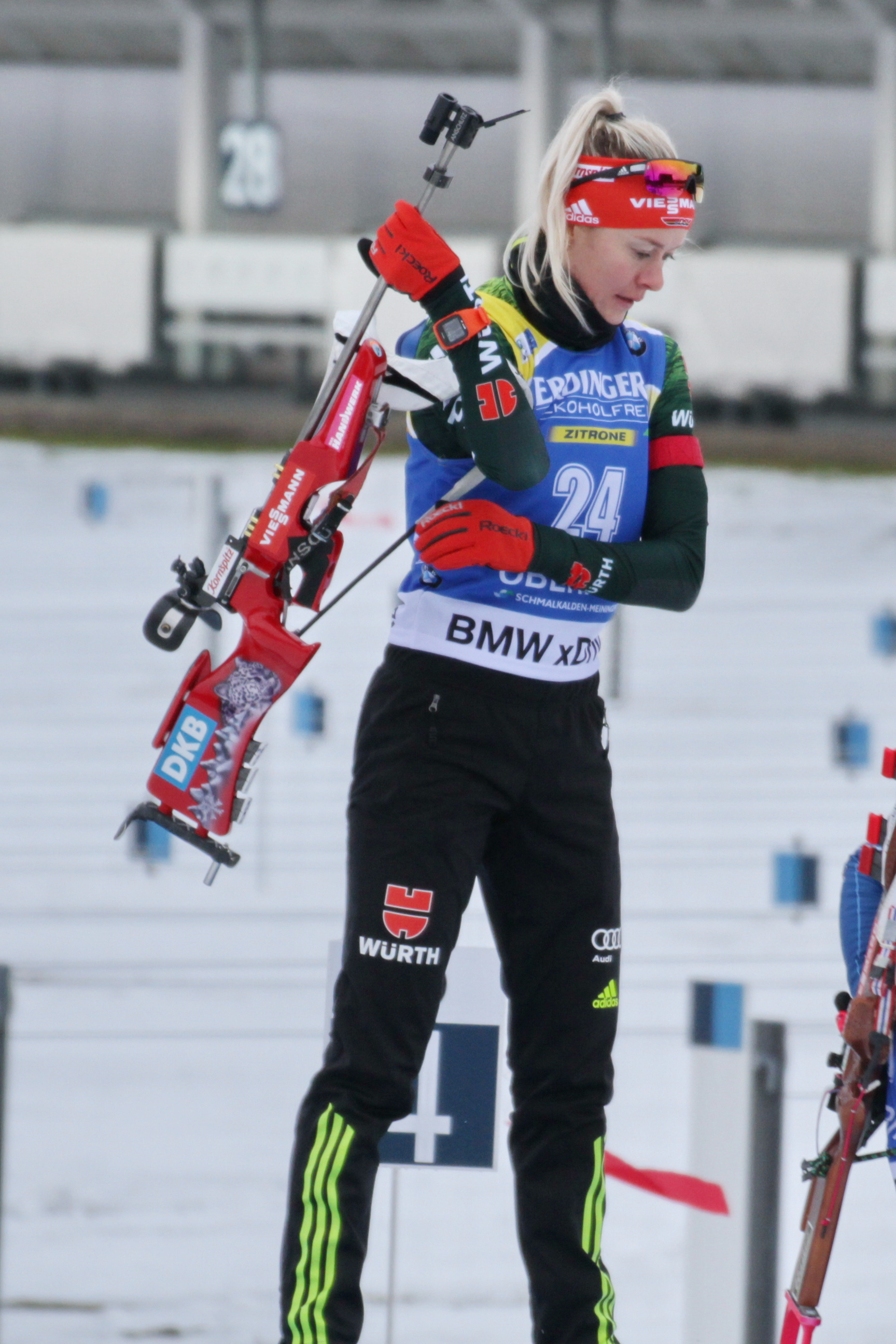
Maren Hammerschmidt 2018 beim Anschießen zum Verfolgungsrennen in Oberhof

Bevor Maren Hammerschmidt im Winter 2015/16 durchgehend im Weltcup eingesetzt wurde, nahm sie über mehrere Jahre hinweg fast ausschließlich an Rennen im zweitklassigen IBU-Cup teil. Im Winter 2011/12 bestritt sie dort ihre erste vollständige Saison, ihre Trefferquote lag damals bei 82 %. In der folgenden Saison nahm sie im IBU-Cup an weniger Rennen teil, ihre Schießleistung blieb mit 81 % aber nahezu unverändert. In den folgenden zwei Jahren verschlechterte sich ihre Quote deutlich und lag jeweils nur noch bei 75 %.
Durch gute Leistungen in der Vorbereitung, den Deutschen Meisterschaften und den Ausscheidungswettkämpfen im norwegischen Sjusjøen erkämpfte sich Maren Hammerschmidt bereits zum Beginn der Saison 2015/16 einen Startplatz in der Weltcupmannschaft. In diesem Winter hatte sich ihre Trefferquote auf 82 % verbessert, was für sie den bisher besten Durchschnittswert darstellt.
Im Biathlon-Weltcup 2016/17 wurde Hammerschmidt früh für die Weltcupmannschaft nominiert und bestritt, mit Ausnahme der Wettkämpfe im tschechischen Nové Město na Moravě, alle Rennen und nahm auch an allen Damenstaffeln teil. Während sie ihre Laufleistungen verbessern konnte, büßte sie bei ihrer Trefferleistung zwei Prozentpunkte ein. Auffällig ist jedoch, dass ihre Quote bei Staffelrennen in dieser Saison bei knapp 87 % lag und damit deutlich über der Leistung in ihren Einzelrennen. Üblicherweise geht man davon aus, dass in Staffelrennen mit der Sicherheit von drei Nachladepatronen pro Schießeinlage deutlich risikofreudiger geschossen wird und deshalb bei den meisten Athleten in diesen Wettkämpfen eine leicht schlechtere Trefferleistung zu beobachten ist. Hammerschmidt bestritt in diesem Winter neben der Mixedstaffel in Kontiolahti alle Damenstaffeln, die auch alle von der deutschen Mannschaft gewonnen wurden.
Maren Hammerschmidts Gesamttrefferleistung änderte sich zur Saison 2017/18 nicht. Während sie ihre Quote im liegenden Anschlag um über drei Prozentpunkte verbessern konnte, verschlechterte sich jedoch ihre Quote im stehenden Anschlag um einen ähnlichen Wert.
Die Saison 2018/19 verpasste Maren Hammerschmidt komplett. Nachdem sie sich bei den Olympischen Winterspielen 2018 eine Sprunggelenksverletzung zugezogen hatte, musste sie sich im Herbst 2019 einer Operation unterziehen und verbrachte große Teile des Winters mit Rehabilitationsmaßnahmen.
Aktuell bewegt sich die Trefferquote von Maren Hammerschmidt in den Weltcuprennen um die 80 %, das heißt, sie trifft durchschnittlich pro Schießeinlage eine Scheibe nicht, was in Sprintrennen zwei bzw. in Verfolgungs- und Massenstartrennen vier Strafrunden bedeutet oder vier Strafminuten in Einzelrennen. Mit dieser Trefferquote liegt sie im internationalen Vergleich im Weltcup im Mittelfeld, innerhalb der deutschen Mannschaft gehört sie jedoch zu den schlechteren Schützinnen. Im Winter 2016/17 lag die Schießleistung von Laura Dahlmeier und Nadine Horchler bei 89 %, von Franziska Preuß bei 88 %, von Franziska Hildebrand bei 87 % und von Vanessa Hinz bei 85 %. Schlechter als Hammerschmidt waren die Quereinsteigerin Denise Herrmann mit 72 % sowie Miriam Gössner mit 66 %. Da man im Biathlon jedoch immer beide Teildisziplinen berücksichtigen muss, kann man alleine über die Trefferquote von Maren Hammerschmidt keine Rückschlüsse auf ihre Leistungsfähigkeit ziehen. Magdalena Neuner hatte mit einer durchschnittlichen Trefferquote von 77 % sogar einen statistisch schlechteren Wert als Hammerschmidt, gehört jedoch aufgrund ihrer damals dominanten Laufleistungen zu den erfolgreichsten Biathletinnen überhaupt.

## Statistiken

### Weltcupplatzierungen
Die Tabelle zeigt alle Platzierungen (je nach Austragungsjahr einschließlich Olympische Spiele und Weltmeisterschaften).
- 1.–3. Platz: Anzahl der Podiumsplatzierungen
- Top 10: Anzahl der Platzierungen unter den ersten zehn (einschließlich Podium)
- Punkteränge: Anzahl der Platzierungen innerhalb der Punkteränge (einschließlich Podium und Top 10)
- Starts: Anzahl gelaufener Rennen in der jeweiligen Disziplin
- Staffel: inklusive Mixed- und Single-Mixed-Staffeln

| Platzierung               | Einzel | Sprint | Verfolgung | Massenstart | Staffel | Gesamt |
| ------------------------- | ------ | ------ | ---------- | ----------- | ------- | ------ |
| 1. Platz                  |        |        |            |             | 6       | 6      |
| 2. Platz                  |        | 1      | 1          |             | 5       | 7      |
| 3. Platz                  |        |        |            |             | 4       | 4      |
| Top 10                    | 2      | 6      | 3          | 2           | 17      | 30     |
| Punkteränge               | 8      | 23     | 26         | 12          | 18      | 87     |
| Starts                    | 13     | 35     | 29         | 12          | 18      | 107    |
| Stand: Saisonende 2021/22 |        |        |            |             |         |        |

### Weltcupsiege
| Nr. | Datum         | Ort             | Disziplin |
| --- | ------------- | --------------- | --------- |
| 1.  | 11. Dez. 2016 | Pokljuka        | Staffel 1 |
| 2.  | 12. Jan. 2017 | Ruhpolding      | Staffel 2 |
| 3.  | 22. Jan. 2017 | Antholz         | Staffel 1 |
| 4.  | 17. Feb. 2017 | Hochfilzen (WM) | Staffel 1 |
| 5.  | 5. März 2017  | Pyeongchang     | Staffel 3 |
| 6.  | 10. Dez. 2017 | Hochfilzen      | Staffel 1 |

### Weltcupwertungen
Ergebnisse bei Biathlon-Weltcups (Disziplinen- und Gesamtweltcup) gemäß Punktesystem
| Saison  | Einzel | Einzel | Sprint | Sprint | Verfolgung | Verfolgung | Massenstart | Massenstart | Gesamt | Gesamt |
| Saison  | Platz  | Punkte | Platz  | Punkte | Platz      | Punkte     | Platz       | Punkte      | Platz  | Punkte |
| ------- | ------ | ------ | ------ | ------ | ---------- | ---------- | ----------- | ----------- | ------ | ------ |
| 2011/12 | –      | –      | 73.    | 7      | 62.        | 15         | –           | –           | 72.    | 22     |
| 2012/13 | –      | –      | 85.    | 5      | 75.        | 7          | –           | –           | 85.    | 12     |
| 2015/16 | 29.    | 33     | 27.    | 107    | 23.        | 112        | 24.         | 71          | 25.    | 323    |
| 2016/17 | 6.     | 76     | 24.    | 122    | 18.        | 164        | 24.         | 64          | 22.    | 426    |
| 2017/18 | 23.    | 32     | 18.    | 119    | 16.        | 128        | 9.          | 142         | 16.    | 421    |
| 2019/20 | –      | –      | –      | –      | 60.        | 13         | –           | –           | 79.    | 13     |
| 2020/21 | 33.    | 36     | 32.    | 98     | 54.        | 26         | 50.         | 4           | 43.    | 164    |

### Weltmeisterschaften
Ergebnisse bei Biathlon-Weltmeisterschaften
| Weltmeisterschaft | Weltmeisterschaft | Einzel | Sprint | Verfolgung | Massenstart | Staffel | Mixedstaffel | Single- Mixedstaffel |
| Jahr              | Ort               | Einzel | Sprint | Verfolgung | Massenstart | Staffel | Mixedstaffel | Single- Mixedstaffel |
| ----------------- | ----------------- | ------ | ------ | ---------- | ----------- | ------- | ------------ | -------------------- |
| 2016              | Oslo              | 27.    | –      | –          | –           | 3.      | –            |                      |
| 2017              | Hochfilzen        | 7.     | 55.    | 40.        | –           | 1.      | –            |                      |
| 2021              | Pokljuka          | 34.    | –      | –          | –           | –       | –            | –                    |

### Olympische Winterspiele
Ergebnisse bei Olympischen Winterspielen:
| Olympische Winterspiele | Olympische Winterspiele | Einzel | Sprint | Verfolgung | Massenstart | Staffel | Mixedstaffel |
| Jahr                    | Ort                     | Einzel | Sprint | Verfolgung | Massenstart | Staffel | Mixedstaffel |
| ----------------------- | ----------------------- | ------ | ------ | ---------- | ----------- | ------- | ------------ |
| 2018                    | Pyeongchang             | 17.    | –      | –          | –           | –       | –            |